# Football Wives
 Der er for få eller ingen kildehenvisninger i denne artikel, hvilket er et problem. Du kan hjælpe ved at angive troværdige kilder til de påstande, som fremføres i artiklen.

Football Wives var et pilotafsnit til en tv-serie på American Broadcasting Company, men serien blev ikke en del af netværkets planer for 2007-2008. Den officielle grund var at budgettet ikke kunne retfærdiggøres, men andre kilder spekulerer i at det var for at undgå juridisk konflikt med NFL-rettighederne.

## Figurer
- Gabrielle Union som Chardonnay Lane
- Brian J. White som Kyle Jameson
- Lucy Lawless som Tanya Austin
- Kiele Sanchez som Donna Reynolds
- Eddie Cibrian som Jsomon Austin
- Ving Rhames som Frank Wallingford
- James Van Der Beek som Brian Reynolds
- Arielle Kebbel som Nicole Holt
- Holly Robinson-Peete som Jackie Jameson
- Christopher McDaniel som Sal Biagi
- Annette Chavez som Yolanda
- Sarah Rafferty som Kelly Cooper
- Kelly Monaco som Ruby Munroe
- Joel Michaely som Simon Sills
- Spencer Garrett som Coach Hicks